# Kuran
Kuran ili Kur'an (arapski: أَلْقُرآن al-qur'ān; također zvan Al Qur'ān Al Karīm; ili izvedeni nazivi Quran, Koran, te rijetko Al-coran) sveta je knjiga islama. Muslimani vjeruju da je Kuran objava Božjih riječi i kulminacija Božje objave čovječanstvu, preko Božjeg poslanika Muhameda. Prenošenje je trajalo 23 godine posredstvom meleka Džibrila. U njoj se definira islamski vjerozakon – šerijat. Šerijat interpretiran kroz islamsko pravo (ar. fikh) uz pomoć hadisa (riječi i djela Muhameda) nastoji usmjeriti živote muslimana u skladu s islamom.
Muslimani Kuran također nazivaju i Kur'an, Knjiga, Posljednji testament, Posljednja Božja Objava, Božja objava ili Otkrivenje. U daljnjem tekstu bit će korišten izraz Kuran, definiran pravopisom hrvatskoga jezika.

## Format Kurana
Kuran se sastoji od 114 poglavlja (ar. poglavlje = sura) s ukupno 6236 retka ili stiha (ar. redak = ajet) ne uzimajući u razmatranje 113 uvodnih pozivanja na Boga (ar. u ime Boga = Bismillah; skraćeno od U ime Boga, Milostivog (Onog Koji je Milostiv i prašta), Samilosnog (Onog koji suosjeća)) koje se obično ne uzimaju u ukupan zbroj ajeta; ili 6349 uključujući i njih; točan broj redaka je različit ne zbog sadržaja, nego zbog različitih metoda njihovog brojanja. 
Svakom poglavlju, dat je naslov u jednom imenu koje ima simbolično značenje. Poglavlja nisu poredana po kronološkom redu (za kojeg se vjeruje da je redoslijed njihovog objavljivanja) nego prvenstveno prema veličini sura. Nakon uvodnog poglavlja kojeg se naziva Fatihom, Kuran nastavlja najdužim, a završava najkraćim poglavljima, iako poglavlja nisu posložena isključivo po dužini.

## Tijek objave
Prva objava koja je kasnije inspirirala na tisuće i tisuće znanstvenika širom svijeta je bila IQRE - uči, čitaj, proučavaj, naučavaj. To je prvi imperativ u Božjoj objavi muslimanima. Tu se raspoznaje pravo lice islama. U tradiciji postoji prenošenje u kojem se govori o načinu nastupa meleka Džibrila u donošenju prve objave. To je bio energičan nastup u kojem se naređuje pojedincu da uči, čita, proučava... Sve to u ime Božje. U ime Boga koji poučava čovjeka onome što ne zna. Izrečena je naredba, ali odmah zatim i motivacija da se ispuni Božja naredba. Motivacija je Božje zadovoljstvo s onim koji prati taj imperativ.
Nakon toga slijedi mala stanka u objavljivanju. Među povjesničarima postoje različita mišljenja o trajanju te stanke, ali nije važno trajanje stanke, nego je bitan razlog. Razlog je da se da vremena Poslaniku čije je srce osjetilo bliskost anđela. Trebalo je vremena da se to srce smiri i da u potpunosti prihvati ono što mu se objavljuje. Trebalo je pažljivo pripremiti Poslanika na najzahtjevniju i najodgovorniju zadaću u povijesti čovječanstva.
Jedna od stvari koja se danas prigovara islamu je ekskluziva (tj. mišljenje da samo neki narodi imaju pravo u interpretaciji islama). Drugim riječima, misli se na zatvorenost islama. Taj stav je pogrešan. Univerzalnost islama se ogleda u prvih nekoliko članova islamske zajednice. To su Muhamed, Hatidža - Muhamedova supruga, Ebu Bekr, Alija, Zejd ibn Haris i Bilal ibn Rebbah. 
Ebu Bekr - bogati trgovac u Meki. Imao je bogatstvo tako da materijalni svijet nije bio njegova motivacija. Za njega je Muhamed rekao da samo on nije nimalo razmišljao kada mu je Muhamed ponudio islam.
Bilal ibn Rebbah - abesinski (etiopski) rob. Crnac, prvi muezzin (osoba koja poziva na molitvu s minareta), vrlo značajna osoba u povijesti islama. Poznat je kao osoba koja je junački otrpjela teška mučenja zbog svoje nove vjere. 
Zejd ibn Haris - dijete koje je odraslo u Muhamedovoj kući, ali je bio posvojen. Čak i kada je došao u kontakt sa svojim ocem, zamolio je oca da ostane s Muhamedom
Alija ibn Ebu Talib - dijete koje je Muhamed uzeo kod sebe da bi olakšao svome stricu Ebu Talibu. On je prvi vidio Muhameda i Hatidžu u molitvi i odmah tražio od Muhameda da mu objasni što je to.
Kroz ovih nekoliko osoba pokazali smo da članovi islamske zajednice imaju različite osobine. Različitu boje kože, različita materijalna stanja, različita obrazovanja, različitu dob... Jednostavno, raznolikost koja ovu zajednicu čini bogatom.
Tijekom prvih nekoliko godina islam je lagano ulazio u pore stanovništa u Meki i nije nastupila islamizacija već je povijest zabilježila vrlo snažni otpor prema islamu u to doba. Mnogobožački prvaci iz Meke su mučili, ubijali, tukli muslimane, ali nisu znali da je to muslimane samo jačalo jer je nakon svakog problema i mučenja stizala utjeha u kuranskom djelu koji je uvijek pravovremeno stizao. To je jedan od odgovora na pitanje: Zašto je Kuran objavljivan postupno?
Preseljenje Poslanika iz Meke u Medinu 622. godine jednostavno je pretvorilo islam u jaku, čvrstu zajednicu s jasnim granicama. Znalo se da onaj tko je u Medini musliman da je zbilja musliman, jer je to bio veliki rizik. Čak i opasnost po život.
Muslimanska zajednica je dobila jasne konture sa svojim autoritetom Poslanikom. Jedan od prvih poteza Muhameda bilo je potpisivanje prvog pisanog ustava u ovakvom obliku u povijesti čovječanstva. Taj dokument je nazvan Medinska povelja. U tom dokumentu se definiraju uvjeti suživota sa Židovima, kršćanima i svim ostalim vjeroispovijestima u Medini.
Nakon hidžre nastupa krucijalno razdoblje u povijesti islama. Još uvijek mlada, muslimanska država trebala se održati na površini pored, u odnosu na brojnost muslimana, superiorne sile mnogobožačkih stanovnika Arapskog poluotoka. Boj na Bedru 624. godine je nazvan "boj koji je odvojio istinu od neistine". Važnost tog boja je nemjerljiva. Iako je boj, što je začuđujuće, trajao samo dva sata, utjecaj tog boja na povijest islama je nemjerljiv. Muslimani, na čijoj strani se borilo 313 bojovnika, pokazali su da više nisu nekakva beznačajna pojava već pokret koji bi mogao postati ubrzo velika "prijetnja" mnogobožačkom arapskom društvu. Jednostavno, nakon Hidžre, još jedna prekretnica.
No, kao i u mnogo slučajeva brzopletost je uzela maha u sljedećem boju 625. godine na Uhudu. U tom boju sve je išlo po planu i muslimani su pobjeđivali, ali tada se grupa strijelaca, iz lakomosti za imetkom, oglušila na strogu Poslanikovu zapovijed i krenula u sakupljanje plijena. To micanje s položaja direktno je omogućilo slavnom arapskom iskusnom vojskovođi Halidu ibn Velidu da izvede preokret u boju i dovede muslimane pred poraz. Muslimani su bili blizu poraza, ali su se izvukli. To je bila opomena koja je muslimane "prizemljila" jer je u redovima muslimana nastajao optimizam koji je mogao prerasti u bahatost.

## Kuranski jezik
Kuran je jedna od prvih pisanih knjiga u Arabiji. Napisan u ranoj formi klasičnog književnog arapskog jezika, poznatog u engleskom jeziku kao "Kuranski" arapski. Postoji i nekoliko drugih kuranskih tekstova iz tog vremena. (Mu'allaqat, ili suspendirana oda, za koju se vjeruje da je jedan primjer arapskog jezika predislamskog doba; drugi kažu da je kreirana poslije Muhameda. Preživjelo je samo pet napisa iz predislamskog arapskog jezika.)
Ubrzo nakon Muhamedove smrti 632. godine, islam se proširio izvan Arabije, te osvojio znatan dio tadašnjeg Rimskog Carstva. Arapi su se morali suočiti s milijunima stranih osoba, s kojima su morali na neki način komunicirati. Jezik se brzo mijenjao da bi mogao odgovoriti novonastaloj situaciji, gubeći na svojoj složenosti i nejasnom rječniku. U razmaku od nekoliko generacija nakon Prorokove smrti, mnoge riječi korištene u Kuranu postale su nejasne za obične ljude koji su govorili tadašnjim svakodnevnim arapskim jezikom, jer je arapski jezik evoluirao velikom brzinom, a Kuran i jest zapisan književnim jezikom, a ne pučkim govorom. Beduini su govorili izmijenjenim jezikom, prihvatljivim malom brzinom izgovaranja, tako da su rani arapski leksikografi njih tražili kako bi im objasnili nerazumljive riječi ili razjasnili neke točke gramatike. Dijelom zbog potrebe religije da objasni Kuran slabijim govornicima, arapska gramatika i leksika su postale značajne nauke, pa je model za literarni jezik zadržao do danas taj govor iz kuranskih dana, prije nego neki od trenutno važećih dijalekata.
Muslimani smatraju Kuran velikim i značajnim zbog njegove poetičnosti i dotjeranosti, kao i da je ta njegova literarna perfekcija dokaz njegovog božanskog porijekla. Budući da je ta perfekcija vidljiva samo za govornike arapskog jezika, stoji kao još jedan razlog zašto se samo originalni arapski tekst drži pravim Kuranom. Prijevodi su smatrani manje sjajnima, radije kao tumačenjima Božjih poruka, nego li same izravne Božje objave. Tradicionalno ravnanje prijevodima i publikacijama Kurana traži da objavljena knjiga ne nosi jednostavni naslov "Kuran". Naslov uvijek mora sadržavati odredbeni pridjev (sprječavajući konfuziju s ostalim "recitacijama", u arapskom smislu) pa zbog toga najviše izdanja Kurana nosi naslove poput Sveti Kuran, Plemeniti Kuran, Kuran Časni i sl.
Svaki priznati znanstvenik islamske škole trebao bi moći čitati i razumijevati Kuran u njegovu izvornom obliku. Mnogi muslimani, djeca i odrasli, uključujući i one koji uopće ne razumiju arapski jezik niti ono što pamte, uče Kuran na pamet, djelomično ili u cjelini, u izvornom obliku, radi obavljanja molitve - namaza, što kod kršćana korespondira s liturgijskim obredom ili misom.

## Razlike između Kurana i Biblije
Kuran donosi nove priče o osobama poznatim iz židovske i kršćanske Biblije (Tora, Novi zavjet) i pobožne literature (apokrifi, midraš),  ali odstupa u mnogim detaljima. Biblijski proroci Adam, Noa, Abraham, Mojsije, Isus i Ivan Krstitelj spomenuti su u Kuranu kao Navjesnici Islama. Naravno, potpuni popis sličnih likova daleko je bogatiji.
Muslimani vjeruju da razlike između kuranskih i biblijskih tekstova objašnjava tvrdnja da su kršćani i Židovi tijekom vremena iskvarili istinu (tahrif) i vremenom izmijenili u njima neke stvari, dok za Kuran vjeruju da donosi pravu istinu o biblijskim osobama i zbivanjima. S druge strane, kršćani i Židovi naglašavaju da je njihova zajednička tradicija Starog zavjeta starija od Kurana, te drže da je Kuran nastao na temelju mješavine kršćanskih i židovskih predaja na rubnim dijelovima kršćanstva u 7. stoljeću.
Kršćani i većina Židova spremno će priznati da njihove svete knjige imaju bogatu povijest nastanka, ali i kasnijeg upisivanja kroz stoljeća, vjerujući i dalje da se u cijelom tom procesu iščitava Božje nadahnuće. Muslimani, pak, jer vjeruju kako je Kuran u cijelosti Alah prenio Muhamedu, ne prihvaćaju postojanje bilo kakvih kasnijih promjena u tekstu Kurana. Zbog tog istog poštovanja prema izvornosti Kurana, njegovo je prevođenje dozvoljeno, ali ne i za službenu uporabu. Za vjerske svrhe dozvoljeno je koristiti samo onaj koji ima autentičan, nepromijenjen sadržaj i koji je objavljen na arapskom jeziku.

## Prijevodi
Godine 2001. Filip Ćorlukić priredio je i komentirao hrvatski prijevod Kurana.

### Ostali projekti
|  | Zajednički poslužitelj ima stranicu o temi Kur'an    |
|  | Zajednički poslužitelj ima još gradiva o temi Kur'an |
|  | Wikizvor ima izvorni tekst Kur'an                    |

## Vanjske poveznice
- Al-Quran (Kuran) online  Arhivirana inačica izvorne stranice od 29. siječnja 2009. (Wayback Machine) više od 140 prijevod na 35 jezika (uključujući i hrvatski)
- Quran Word by Word // QuranAcademy.org